# Renovo (Pennsylvanie)
Renovo est un borough situé au sud de la partie centrale du comté de Clinton, en Pennsylvanie, aux États-Unis,. En 2010, il comptait une population de 1 228 habitants. La commune fut, jusqu'en 1968, le siège d'un important atelier de réparation de locomotives et de motrices.

## Démographie
Lors du recensement de 2010, le borough comptait une population de 1 228 habitants. Elle est estimée, en 2019, à 1 225 habitants.

### Source de la traduction
- (en) Cet article est partiellement ou en totalité issu de l’article de Wikipédia en anglais intitulé « Renovo, Pennsylvania » (voir la liste des auteurs).